# سالاش (زایچار)
سالاش (به صربی: Salaš) یک منطقهٔ مسکونی در صربستان است که در زایچار واقع شده‌است. سالاش ۹۶۲ نفر جمعیت دارد.